# Yuki Nakaji
Yuki Nakaji (jap. なかじ 有紀, Nakaji Yuki; * 11. September 1964 in der Präfektur Hyōgo, Japan) ist eine japanische Manga-Zeichnerin, deren Werke sich an jugendliche Mädchen richten, sich also dem Shōjo-Genre zuordnen lassen.
Ihren ersten Manga als professionelle Zeichnerin veröffentlichte sie im Februar 1982, im Alter von 17 Jahren, mit der Kurzgeschichte Seiichirō-chan ni Kubittake in einer Sonderausgabe des Manga-Magazins LaLa, für das sie seitdem Comics zeichnet. Für LaLa, das monatlich beim Hakusensha-Verlag erscheint, arbeiteten zu dieser Zeit unter anderem Ryōko Yamagishi und Yumiko Ōshima.
Von 1984 bis 1985 zeichnete sie an ihrem ersten längeren Manga, Gakusei no Ryōbun, der nach seiner Erstveröffentlichung in LaLa auch in drei Sammelbände zusammengefasst wurde. Ihre nächste Manga-Serie mit dem Titel Shō Sansō no Kiraware Sha wurde von 1985 bis 1988 erstveröffentlicht und umfasst über 1.300 Seiten in sieben Sammelbänden. Es folgten Colorful Box und Red sowie das über 350-seitige Tonari no Double. Letzteres handelt von einem Mädchen, das mit ihrem Stiefvater in eine neue Wohnung zieht und dort ihre neuen Nachbarn, Zwillingsbrüder, kennenlernt.
1992 veröffentlichte sie das Artbook Salad Nakaji Yūki Gashū.
Hassuru de ikō, das von 1994 bis 1997 im LaLa erschien, war Nakajis zweiter Manga mit einem Umfang von 1.000 Seiten. 1999 begann sie die humorvolle Liebesgeschichte Venus in Love, einen ihrer bislang größten Erfolge. Darin erzählt sie von der 18-jährigen Studentin Suzuna, die für Shinya schwärmt, dabei aber Konkurrenz von ihrem Nachbarn Eichi bekommt. Venus in Love endete erst 2004, nach über 2.300 Seiten in zwölf Sammelbänden, und wurde unter anderem ins Deutsche, Englische und Spanische übersetzt.
Von November 2004 bis September 2008 erschien ZIG☆ZAG im LaLa, das auch in neun Sammelbänden zusammengefasst wurde. Der vierte Sammelband von ZIG☆ZAG war im Juni 2006 in den wöchentlichen, japanischen Manga-Charts vertreten, weshalb der Manga als kommerziell erfolgreich angesehen wird. ZIG☆ZAG erscheint auch in Nordamerika.
Seit April 2009 erscheint in der neuen Ausgabe des LaLa-Magazins der neue Manga von Yuki Nakaji. Inhaltlich geht es in Jun-ai Labyrinth um das Mädchen Hanemi, ihren älteren Bruder Haruto, der zu einem begehrten Schauspieler wird, und um eine verbotene Liebe. Nakaji wird den Manga Juli 2012 beenden.

## Werke (Auswahl)
- Seiichirō-chan ni Kubittake (聖一郎ちゃんに首ったけ), 1982
- Gakusei no Ryōbun (学生の領分), 1984–1985
- Shō Sansō no Kiraware Sha (小山荘のきらわれ者), 1985–1988
- Colorful Box (カラフルBOX), 1988–1989
- Red, 1990–1991
- Tonari no Double (隣のDOUBLE), 1992
- Tonari wa Scramble (隣はSCRAMBLE), 1993–1994
- Hassuru de ikō (ハッスルで行こう), 1994–1997
- BRAN–NEW, 1997–1998
- Venus in Love (ビーナスは片想い, Bīnasu wa Kataomoi), 1999–2004
- ZIG☆ZAG, 2004–2008
- Jun-ai Labyrinth, 2009–2012